# カール・シャウプ
カール・サムナー・シャウプ（Carl Sumner Shoup, 1902年10月26日 - 2000年3月23日）は、アメリカ合衆国の財政学者。コロンビア大学教授。

## 人物
第二次世界大戦後の日本の経済復興の礎として日本の税制を再構築するための税制使節団長として訪れ、「シャウプ税制勧告」を連合国軍最高司令官総司令部 (GHQ) に対して行い、日本の戦後税制の生みの親ともいえる。日本の他にも1950年代に、キューバ、ベネズエラ、リベリアの税制構築に貢献した。さらに、ヨーロッパ諸国などで導入されている付加価値税 (Value-Added tax) の仕組みの構築にも重大な役割を果たした。シャウプの税制に対する信条は公平 (fair) かつ簡素 (simple) である。

## 来歴
- 1902年 アメリカ合衆国カリフォルニア州生まれ。父のポール・シャウプは著名なビジネスマンであった[要検証 – ノート]。
- 1924年 スタンフォード大学法学部を卒業
- 1926年 コロンビア大学で経済学を専攻
- 1928年 講師に就任
- 1930年 経済学博士号を取得
- 1945年 教授に就任
- 1949年 税制使節団団長として来日
- 1955年 - 1958年, 1961年 - 1964年の間、コロンビア大学経済学部長を務める。
- 1971年 退職。

## シャウプ勧告
シャウプ勧告は、1949年8月27日付と1950年9月21日付の2つの報告書からなり、日本の戦後税制に大きな影響を与えた。シャウプは、ヴィクリーとウォレンとともに1949年5月10日に来日し、同年8月26日に帰国するまでの4ヶ月弱の間に、政府、地方自治体の財政担当者、学者との懇談や、全国各地の視察を精力的にこなし、極めて短期間で膨大な報告書をまとめあげた。同使節団のメンバーは次の通りである。
- カール・S・シャウプ:コロンビア大学商学部教授兼政治学部大学院教授（税制使節団長）
- ウィリアム・ヴィックリー:コロンビア大学経済学部教授（ノーベル経済学賞受賞1996年）
- ウィリアム・C・ウォレン:コロンビア大学法科大学院教授
- ハワード・R・ボーエン:イリノイ大学商業・経営経済学部長
- スタンレー・S・サリー:南カリフォルニア大学法科大学院准教授
- ジェローム・B・コーエン:ニューヨーク市立単科大学経済学部教授
- ローランド・F・ハットフィールド:セント・ポール歳入局、税制調査局長

## カール・シャウプコレクション
1991年1月、ニューハンプシャー州にあった倉庫が撤去されることになり、保管されていた蔵書等の一部、段ボール箱で400箱余を日本に譲ることを望んだシャウプ博士の希望を受けて、のちにハーバードロースクールに移籍したサリー教授の高弟でもある金子宏東京大学名誉教授が日本の大学で所蔵するのが良いとの考えにより東京大学をはじめ引き受ける大学を探したところ、金子教授が在職していた横浜国立大学が収納することになり、金子教授の高弟で東京大学に移籍したばかりであった碓井光明前横浜国立大学教授の尽力により寄附金約1,380万円余りの輸送費をかけて米国から移送した。財政学や税制改正の連邦議会議事録、租税法学の論文集、我が国の税制関係団体の機関紙など書籍約3,000冊、雑誌約1,000タイトル、文書類約数万点が同大附属図書館に収蔵されている。この蔵書受贈の件を含めて博士との関係を金子教授は税務大学校論叢に詳述している。

## 日本語文献
- 『国民所得分析の原理』 永田清・高橋長太郎訳（有斐閣、1950年）
- 『財政学』全2巻、塩崎潤監訳（有斐閣、1973-1974年）
- 『間接税で何が起こるか：付加価値税導入の教訓』 世界銀行との編著、下条進一郎訳（日本経済新聞社、1988年）
- 『シャウプの証言：シャウプ税制使節団の教訓』 柴田弘文・柴田愛子訳（税務経理協会、1988年）